# Кейзер, Брюно де
Брюно де Кейзер (фр. Bruno de Keyzer; 11 августа 1949, Ментенон, Эр и Луар — 25 июня 2019) — французский кинооператор.

## Биография
Работал ассистентом у Свена Нюквиста на фильмах Луи Маля «Чёрная луна» и Романа Поланского «Жилец», у Паскуалино Де Сантиса на фильме Робера Брессона «Вероятно, дьявол». С 1982 — главный оператор. Сотрудничал с рядом крупных режиссёров во Франции и за рубежом. Преподавал в La Femis.

## Избранная фильмография
- 1984: Souvenirs, souvenirs (Ариэль Зейтун)
- 1984: Воскресенье за городом (Бертран Тавернье)
- 1986: Около полуночи (Бертран Тавернье)
- 1986: Убийства на улице Морг/ The Murders in the Rue Morgue (Жанно Шварц, телевизионный)
- 1987: La Passion Béatrice (Бертран Тавернье)
- 1989: Reunion (Джерри Шацберг)
- 1989: Жизнь и ничего больше (Бертран Тавернье; номинация на премию Сезар за лучшую операторскую работу)
- 1994: Царица ночи (Артуро Рипштейн)
- 1996: Лесной царь (Фолькер Шлёндорф)
- 2000: День, когда вернулись лошадки (Джерри Шацберг)
- 2009: Dans la brume électrique (Бертран Тавернье)
- 2010: Принцесса де Монпансье (Бертран Тавернье; номинация на премию Сезар за лучшую операторскую работу)

## Признание
- Премия «Сезар» за лучшую операторскую работу (1985, за фильм Воскресенье за городом).